# Epic Lloyd
Epic Lloyd (zapis stylizowany EpicLLOYD), właśc. Lloyd Leonard Ahlquist (ur. 18 stycznia 1977) – amerykański raper, producent muzyczny, aktor, osobowość internetowa i dyrektor artystyczny M.I.’s Westside Comedy Theater. Twórca publikowanej na YouTube popularnej serii Epic Rap Battles of History.

## Życiorys
Studiował na University of Massachusetts. Przerwał studia wraz z piątką innych studentów, z którymi założył grupę Mission IMPROVable. W pewnym momencie przeniósł się do Chicago i tam na jednym z pojedynków freestylowych poznał Petera Shukoffa, który dołączył do grupy jako pianista. Również w Chicago Ahiquist trenował aktorstwo improwizowane w IO Theater i Second City. W 2009 roku założył M.I.’s Westside Comedy Theater w Santa Monica i został jego dyrektorem artystycznym.
W 2010 roku wraz z Peterem Shukoffem, Zachem Sherwinem i przy współpracy z Maker Studios stworzył serię o nazwie Epic Rap Battles of History. Pierwsze odcinki były publikowane na kanale Shukoffa – NicePeter – ale wraz z rosnącą popularnością doczekała się własnego kanału – ERB. Dziś jest to jeden z najpopularniejszych kanałów na YouTube, a sama seria została nagrodzona Streamy Awards i złotymi płytami.
20 kwietnia 2011 roku założył własny kanał na YouTube o nazwie EpicLLOYD, na którym publikuje materiały związane przede wszystkim z Hip-hopem komediowym. Tworzy serię Dis Raps for Hire, w której publikuje komediowe utwory rapowane na podstawie sugestii widzów. Tematem tego utworu jest z założenia autentyczna osoba, która dokucza komentującemu lub osobie, którą zna komentujący.
W sierpniu 2014 roku poprowadził pierwszy festiwal komedii improwizowanej transmitowany na żywo za pośrednictwem YouTube – "Off the Top".
W 2015 roku on i Peter Shukoff nagrali razem specjalny utwór na potrzeby filmu SpongeBob: Na suchym lądzie. Wystąpili też w jednym z odcinków Honest Trailer, serii tworzonej przez Screen Junkies.
Jego żoną jest doktor Josie Ahlquist. Wystąpili razem w jednym z odcinków Epic Rap Battles of History – David Copperfield vs Harry Houdini – jako małżeństwo Houdinich – Bess i Harry. Josie miała rolę cameo.

## Filmografia
| Rok  | Tytuł                       | Rola                          |
| ---- | --------------------------- | ----------------------------- |
| 2009 | Wirtualna liga              | Dr Andre Nodick               |
| 2013 | Key & Peele                 | Gospodarz programu Rap Battle |
| 2015 | SpongeBob: Na suchym lądzie | Surfer                        |